# NGC 2935
NGC 2935 is een balkspiraalstelsel in het sterrenbeeld Waterslang. Het hemelobject werd op 20 maart 1786 ontdekt door de Duits-Britse astronoom William Herschel.

## Synoniemen
- ESO 565-23
- MCG -3-25-11
- UGCA 169
- IRAS09344-2054
- PGC 27351